# Alfabeto balinese
La scrittura balinese o alfabeto balinese (nativamente conosciuta come Aksara Bali eHanacaraka) è un abugida usato nell'isola di Bali, in Indonesia comunemente usato per scrivere la lingua balinese, il giavanese antico, e la lingua liturgica sanscrito.
Con alcune modifiche, la scrittura è anche usata per scrivere la lingua Sasak, parlata nell'isola vicino a Lombok.
La scrittura è discendente della Scrittura Brahmi, e ha così molte similarità con le moderne scritture del Sud e del Sud-Est asiatico. La scrittura balinese, con la scrittura giavanese, è considerata la più elaborata e ornamentale tra le scritture brahmiche del Sud-Est Asiatico .
Sebbene oramai soppiantata dall'alfabeto latino, la scrittura balinese è ancora prevalente in molte delle isole indonesiane per cerimonie tradizionali ed è fortemente associata alla religione induista. La scrittura è principalmente usata per la copia di manoscritti contenenti testi religiosi.

## Galleria d'immagini

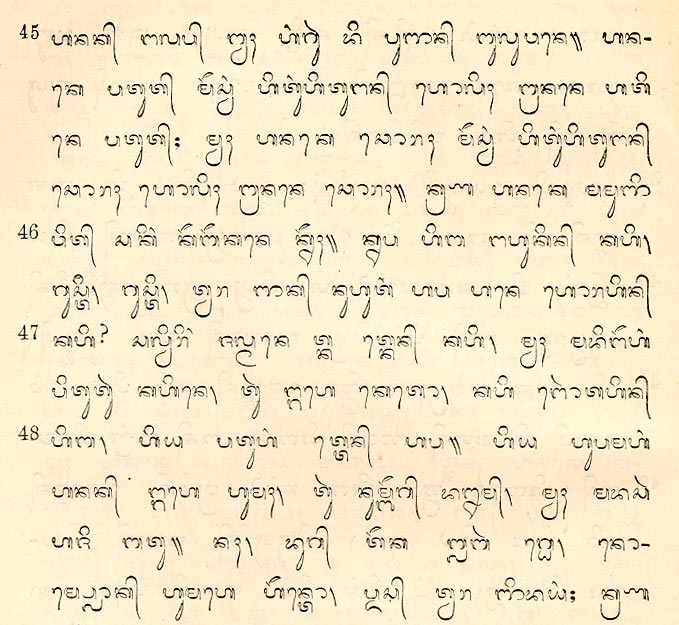
Pagina di una Bibbia stampata in scrittura balinese
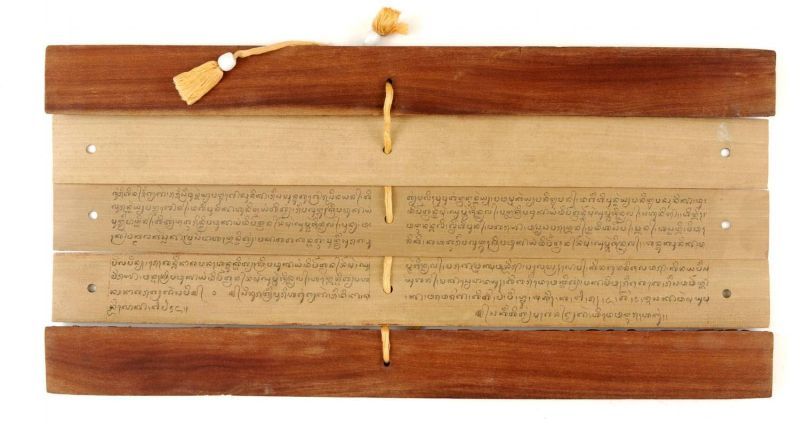
manuscritto su foglia di Palma
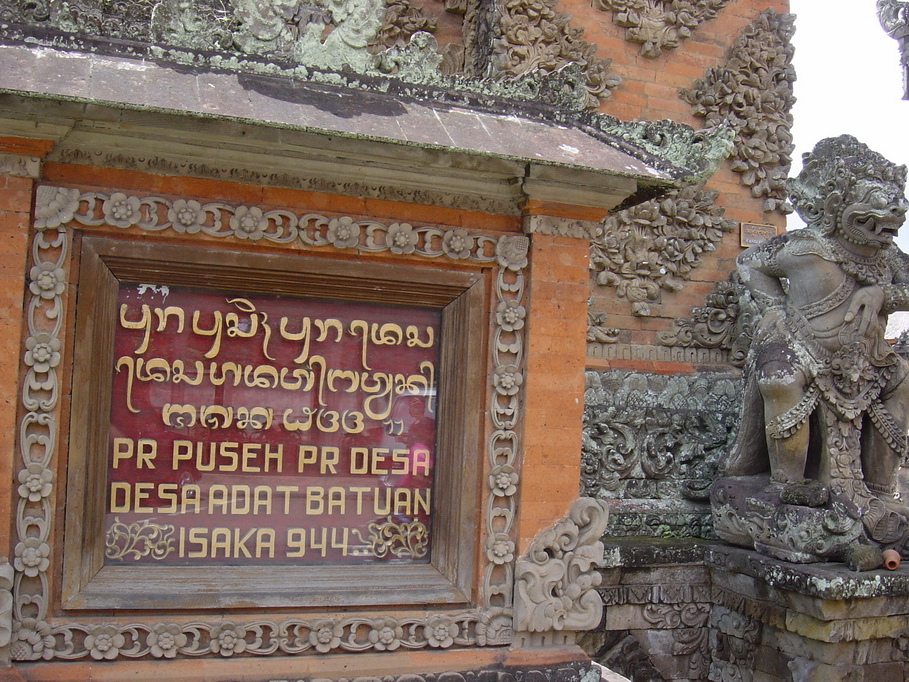
Segni al tempio Pura Puseh, Batuan, Bali
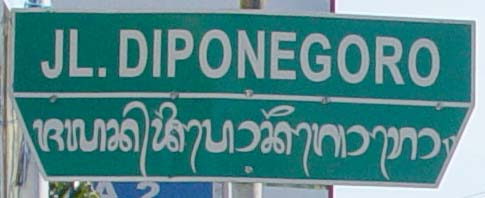
Segnale stradale a Singaraja, scritto in latino e balinese